# Metagovea philipi
Metagovea philipi is een hooiwagen uit de familie Neogoveidae.